# Los Olivos, Ixtlahuacán de los Membrillos
Los Olivos är en ort i Mexiko.   Den ligger i kommunen Ixtlahuacán de los Membrillos och delstaten Jalisco, i den centrala delen av landet, 400 km väster om huvudstaden Mexico City. Los Olivos ligger 1 549 meter över havet och antalet invånare är 7 647.
Terrängen runt Los Olivos är platt åt nordost, men åt sydväst är den kuperad. Runt Los Olivos är det tätbefolkat, med 636 invånare per kvadratkilometer. Närmaste större samhälle är Hacienda Santa Fe, 17,2 km nordväst om Los Olivos. I omgivningarna runt Los Olivos växer huvudsakligen savannskog.